# Campsiandra comosa
Campsiandra comosa är en ärtväxtart som beskrevs av George Bentham. Campsiandra comosa ingår i släktet Campsiandra och familjen ärtväxter.

## Underarter
Arten delas in i följande underarter:
- C. c. comosa
- C. c. laurifolia